# Mauro Turrisi
Mauro Giovanni Giuseppe Francesco Maria Turrisi Colonna, Barone di Gorgo e Bonvicino (Palermo, 14 marzo 1856 – Fiuggi, 11 agosto 1912), è stato un imprenditore e politico italiano.

## Biografia
Figlio del senatore Nicolò Turrisi Colonna, patriota e cospiratore anti-borbonico, ha ereditato dal padre l'amministrazione delle grandi tenute di famiglia. Consigliere comunale ed assessore a Palermo, deputato per tre legislature, viene nominato senatore a vita nel 1908.